# غاراغاوانک
غاراغاوانک (ارمنی: Զորավոր եկեղեցի; انگلیسی: Gharghavank) یک صومعه حواری ارمنی واقع در زوراوان، در استان کوتایک، ارمنستان می‌باشد. ساخت و ساز این ساختمان بین سال‌های ۶۶۱ و ۶۸۵ میلادی؛ به پایان رسید. این بنا به سبک معماری ارمنی طراحی شده‌است.

## نگارخانه

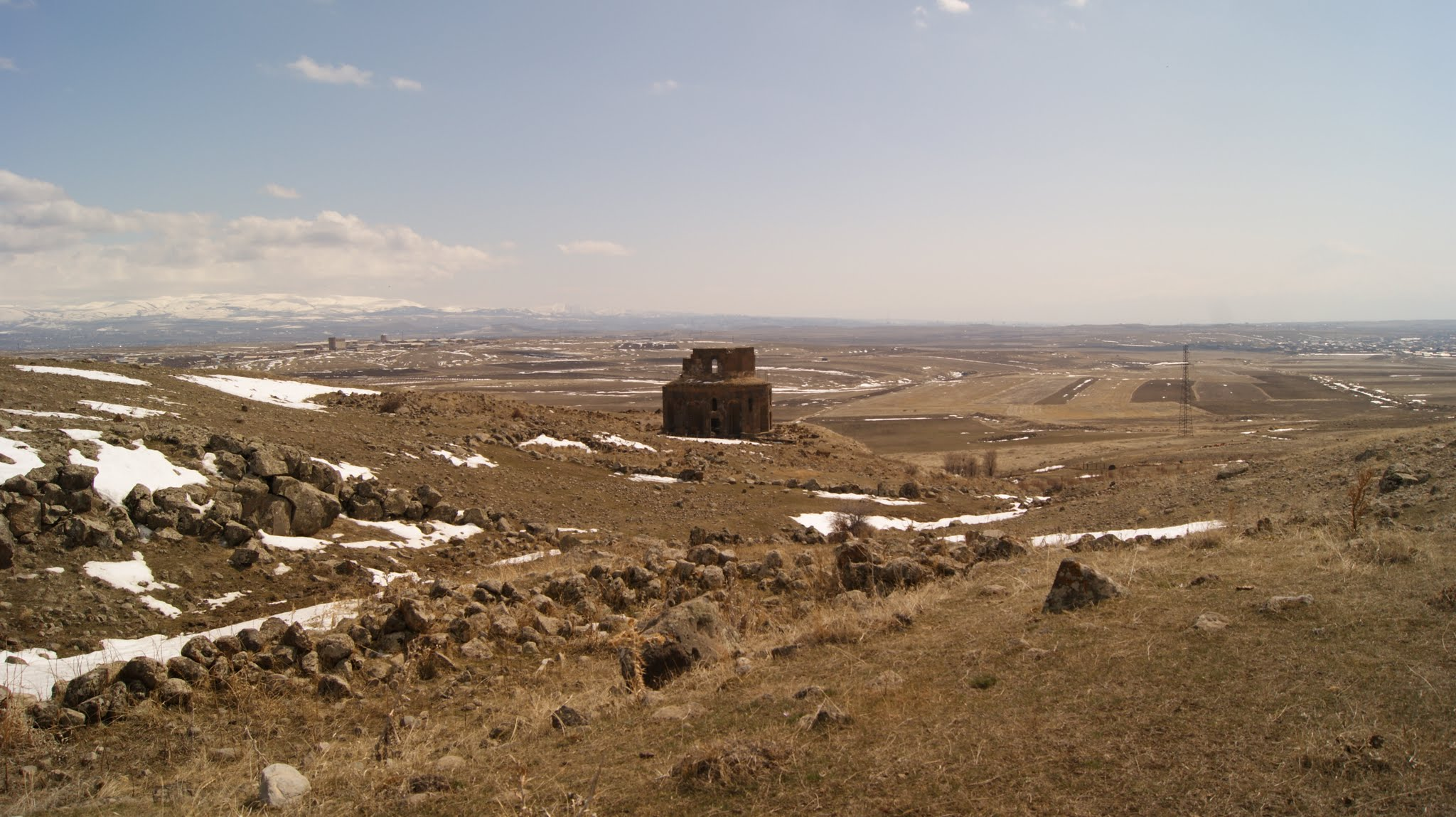
Gharghavank in relation to the villages of Zoravan (left) and یغوارد (right)
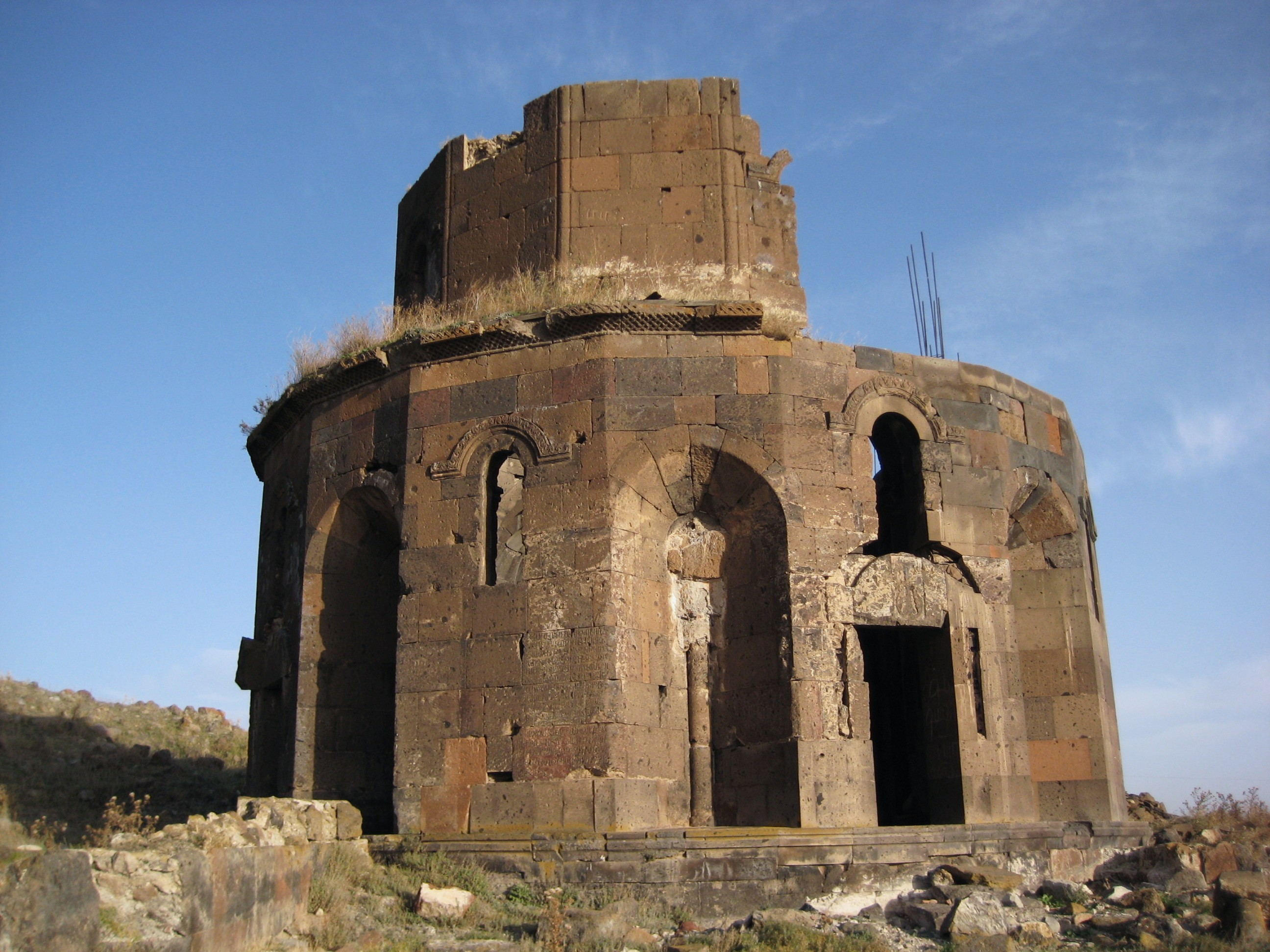
Another view of the church
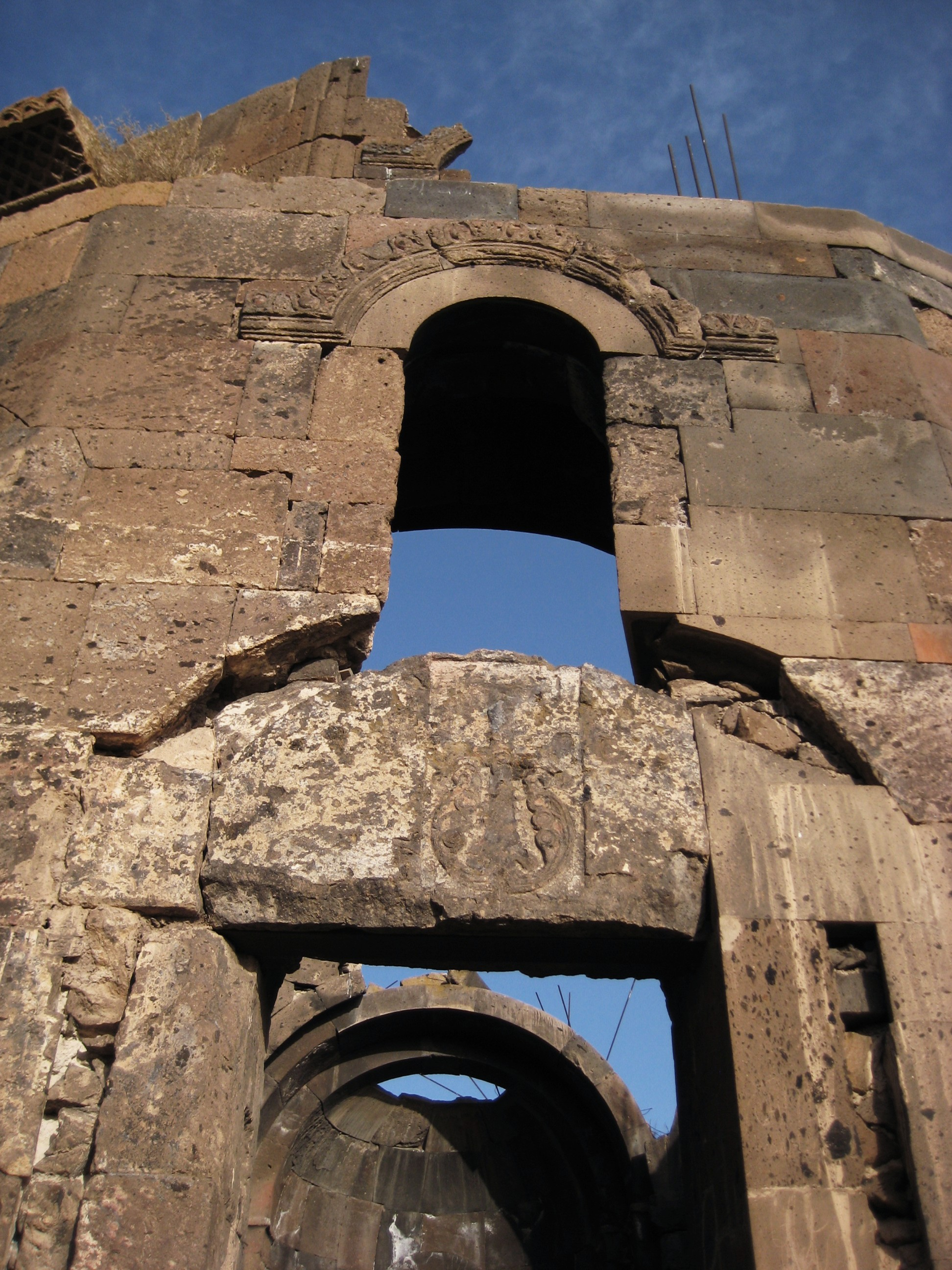
A khachkar design on the lintel of one of the entries.
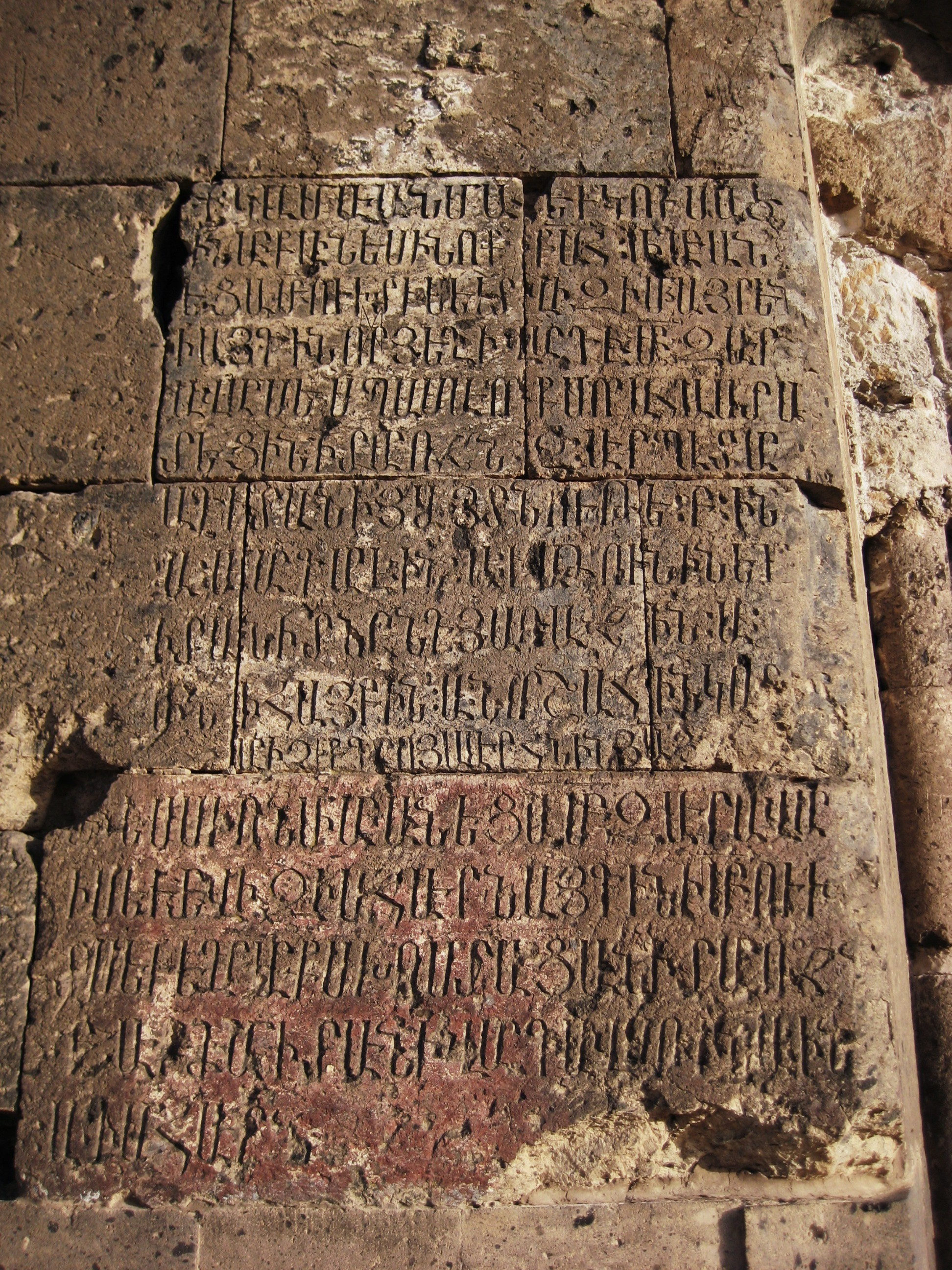
An inscription on the exterior wall near the main entry. Note the stonemasons mark on the fourth line down.
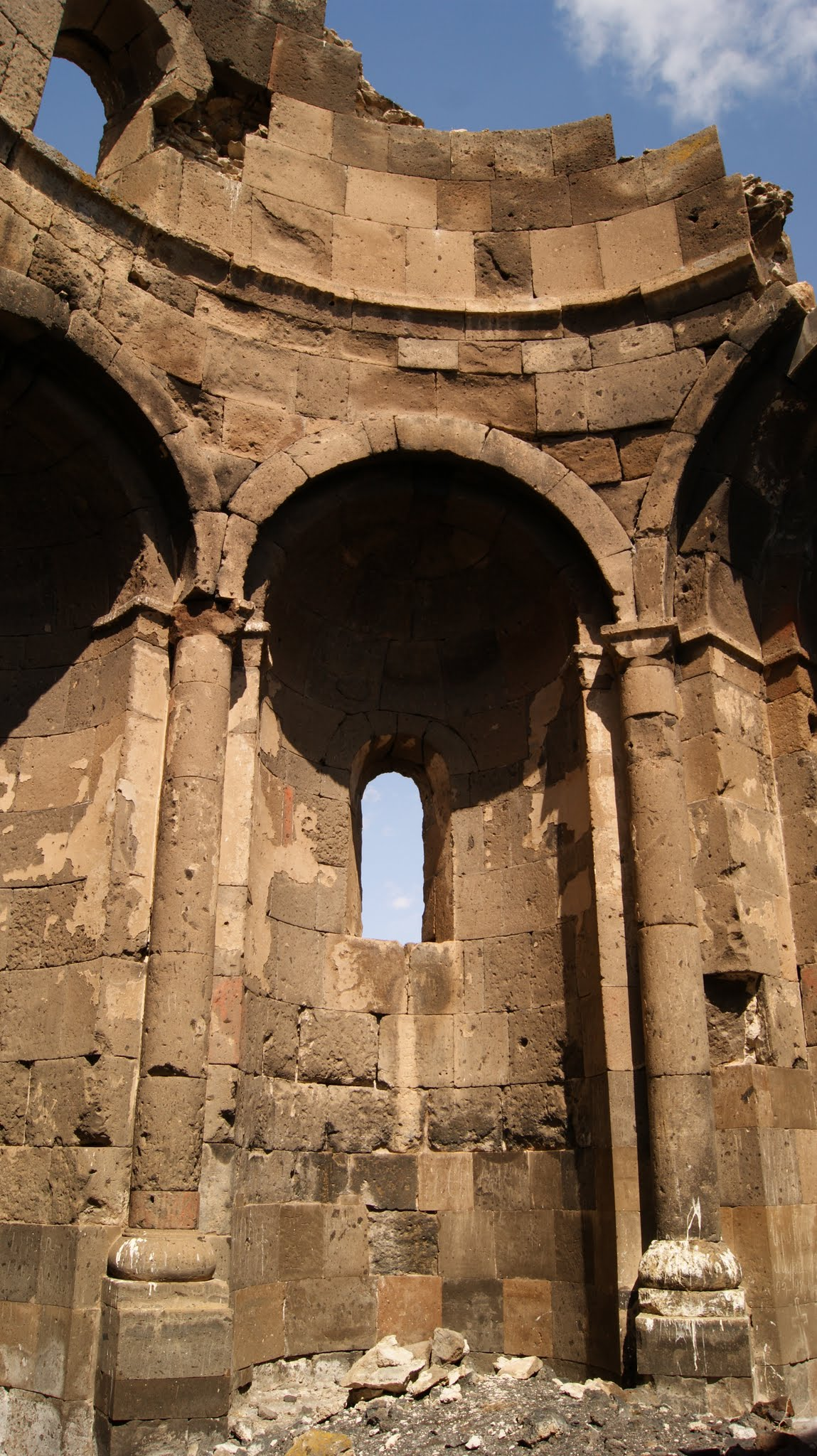
The church interior showing apses and columnar supports
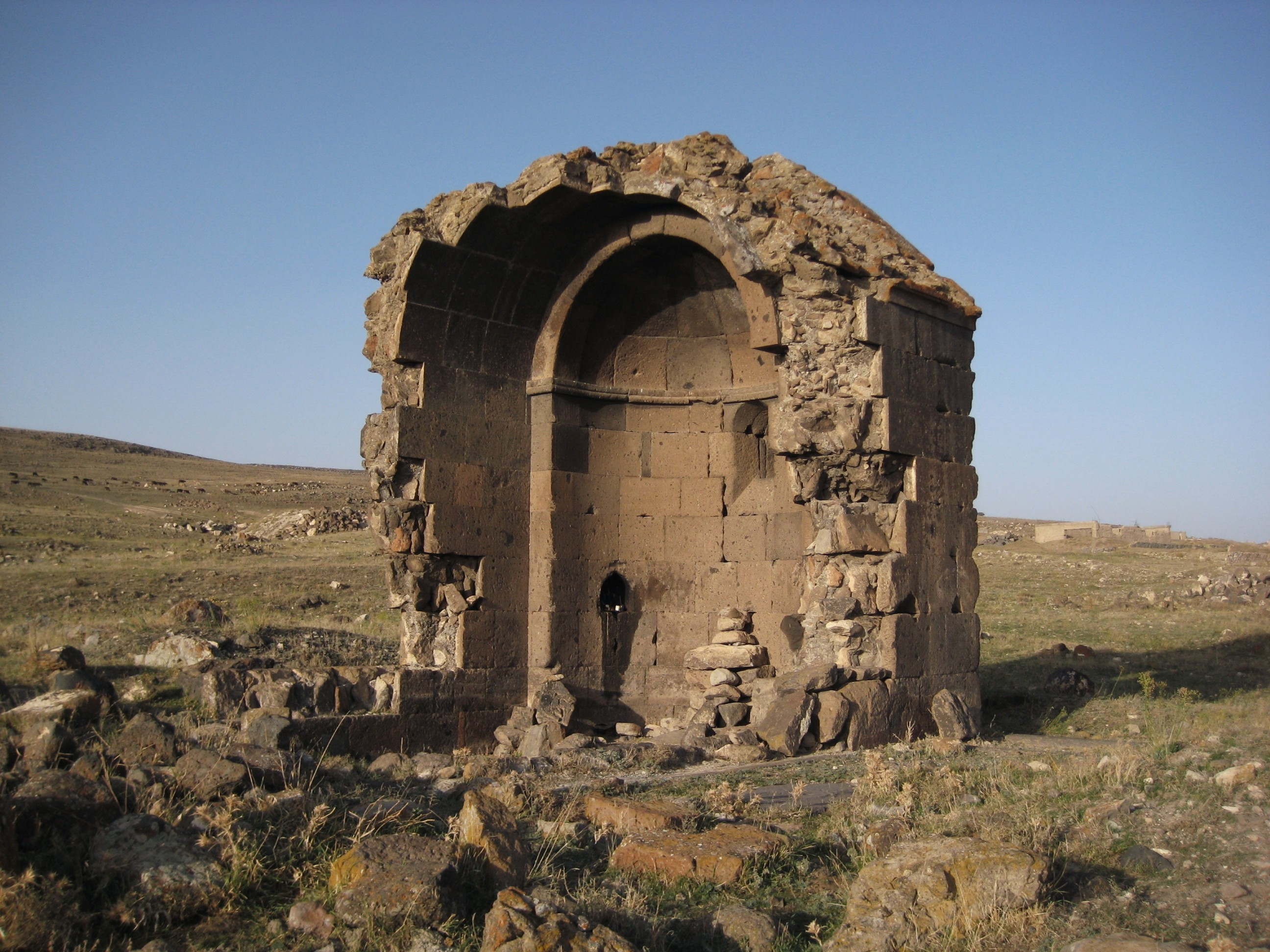
Funeral Chapel adjacent to the church